# 1135 Colchis
1135 Colchis è un asteroide della fascia principale del diametro medio di circa 50,64 km. Scoperto nel 1929, presenta un'orbita caratterizzata da un semiasse maggiore pari a 2,6663101 UA e da un'eccentricità di 0,1133008, inclinata di 4,54007° rispetto all'eclittica.
L'asteroide porta il nome della Colchide, antico stato del Caucaso.